# Ellipsomyxa
Ellipsomyxa là một chi thích ty bào thuộc họ Ceratomyxidae.